# Daytime Emmy Awards 1989
La cerimonia della 16ª edizione dei Daytime Emmy Awards (16th Daytime Emmy Awards) si è tenuta all'Hotel Waldorf-Astoria di New York il 29 giugno 1989 e ha premiato i migliori programmi e personaggi televisivi del 1988.

## Daytime Emmy Awards
Per le candidature, furono presi in considerazione i programmi trasmessi tra il 6 marzo 1988 e il 5 marzo 1989.

### Migliore serie drammatica
- Santa Barbara
- Così gira il mondo (As the World Turns)
- Febbre d'amore (The Young and the Restless)
- General Hospital
- Sentieri (Guiding Light)
- La valle dei pini (All My Children)

### Migliore attore in una serie drammatica
- David Canary (Adam Chandler) – La valle dei pini
- Larry Bryggman (John Dixon) – Così gira il mondo
- James Mitchell (Palmer Cortlandt) – La valle dei pini
- A Martinez (Cruz Castillo) – Santa Barbara
- Douglass Watson (Mackenzie 'Mac' Cory) – Destini (Another World)

### Migliore attrice in una serie drammatica
- Marcy Walker (Eden Capwell) – Santa Barbara
- Jeanne Cooper (Katherine Chancellor) – Febbre d'amore
- Elizabeth Hubbard (Lucinda Walsh) – Così gira il mondo
- Susan Lucci (Erica Kane) – La valle dei pini

### Migliore attore non protagonista in una serie drammatica
- Justin Deas (Keith Timmons) – Santa Barbara
- Joseph Campanella (Harper Deveraux) – Il tempo della nostra vita (Days of Our Lives)
- David Forsyth (John Hudson) – Destini
- Quinn K. Redeker (Rex Sterling) – Febbre d'amore

### Migliore attrice non protagonista in una serie drammatica
- Nancy Lee Grahn (Julia Wainwright) – Santa Barbara
- Debbi Morgan (Angie Hubbard) – La valle dei pini
- Jane Elliot (Anjelica Deveraux) – Il tempo della nostra vita
- Robin Mattson (Gina Lockridge) – Santa Barbara
- Arleen Sorkin (Calliope Jones Bradford) – Il tempo della nostra vita

### Migliore attrice giovane in una serie drammatica
- Kimberly McCullough (Robin Scorpio) – General Hospital
- Noelle Beck (Trisha Alden) – Quando si ama (Loving)
- Martha Byrne (Lily Snyder) – Così gira il mondo
- Anne Heche (Vicky Carson) – Destini

### Migliore team di registi di una serie drammatica
- Febbre d'amore – Frank Pacelli, Heather Hill, Randy Robbins, Rudy Vejar, Betty Rothenberg, Kathryn Foster
- Così gira il mondo – Paul Lammers , Jill Mitwell, Bob Schwarz, Maria Wagner, Joel Aronowitz, Michael Kerner
- Un dottore per tutti (Family Medical Center) – Joel Tator, Christine R. Magarian, Aviva Jacobs
- Quando si ama – Robert Scinto, Timothy R. Langtry, Stuart Silver
- Una vita da vivere – Larry Auerbach, Gary Bowen, Peter Miner, David Pressman, Andrea Giles Rich, James Sayegh

### Migliore team di sceneggiatori di una serie drammatica
- Santa Barbara – Charles Pratt Jr., Anne Howard Bailey, Robert Guza Jr., Courtney Sherman, Lynda Myles, Patrick Mulcahey, Gary Tomlin, Josh Griffith, Jane Atkins, Don Harary
- Così gira il mondo – Douglas Marland, Garin Wolf, John Kuntz, Stephanie Braxton, Patti Dizenzo, Caroline Franz, Nancy Ford
- Destini – Donna Swajeski, Christopher Whitesell, David Colson, Roger Newman, Fran Myers, Carolyn Culliton
- Sentieri – Pamela K. Long, Trent Jones, Nancy Curlee, Nancy Williams Watt, Stephen Demorest, Richard Culliton, Pete T. Rich, Melissa Salmons, N. Gail Lawrence